# Alyaksandr Katlyaraw
Alyaksandr Katlyaraw (tiếng Belarus: Аляксандр Катляраў; tiếng Nga: Александр Котляров; sinh 30 tháng 1 năm 1993) là một cầu thủ bóng đá Belarus. Tính đến năm 2018, anh thi đấu cho Torpedo-BelAZ Zhodino.